# Alvorge
Alvorge ist eine Gemeinde (Freguesia) im portugiesischen Kreis Ansião. In ihr leben 1051 Einwohner (Stand 19. April 2021).